# Aquele Beijo
Aquel beso (en portugués: Aquele beijo) es una telenovela brasileña producida y emitida por TV Globo. Escrita por Miguel Falabella, en colaboración con Flávio Marinho, Antônia Pellegrino y Luiz Carlos Goes y la dirección general de Cininha de Paula, dirección de Leandro Neri, Tande Bressane y Marcelo Zambelli y Roberto Talma. El primer capítulo de Aquele Beijo se emitió el 17 de octubre de 2011, sustituyendo Dinosaurios & Robots, y el último capítulo se emitió el 13 de abril de 2012.
Fue protagonizada por Giovanna Antonelli, Ricardo Pereira, Herson Capri y Sheron Menezzes con las participaciones antagónicas de Marilia Pêra, Grazi Massafera, Victor Pecoraro, Cynthia Falabella, Maria Zilda, Leilah Moreno y Fernanda Souza.

## Trama
Claudia es un arquitecta de renombre y años Rubens data, el sueño de casarse con él en la iglesia. Él es el hijo del millonario Maruschka, que está en contra de la relación del niño con la hija de su criada. Que va a hacer todo el mal para separar los dos. Regina es la madre de Claudia y Maruschka Camilla y trabaja desde hace muchos años y fue ella quien pagó todos los estudios de sus hijas, Claudia y sólo logró llegar a la universidad a causa de los grandes colegios y Maruschka usarlo con el paso de Regina. Los dos esconden un gran secreto del pasado.
Maruschka y poderosa y rica, y está casada con el empresario Alberto propietarios y son megatienda de lujo Comprare. Ellos quieren ampliar su negocio y ganar más dinero, pero para aumentar el espacio de comparación, que tendrá que abandonar la tierra que se encuentra junto a la tienda, pero el lugar en cuestión fue tomada por una persona humilde y hoy hay una favela de Covil del Bagre, que produce daño a ellos, ya que nadie quiere comparar de lujo cerca de un barrio pobre.
Que lucha por los derechos de los residentes contra la expropiación de terrenos y mejoras por parte del gobierno son la peluquería Sarita, y el abogado Vicente Santelmo, que se enfrentarán a los poderosos Alberto y Maruschka.
Hay un giro en la vida de Claudia: Tener que trabajar para viajar a Cartagena, Colombia, que es muy malo para la traición de su novio en el aeropuerto de saber Rubinho y Vicente abogado, el momento en que pedir prestado sus llamadas telefónicas porque su acababa de la batería y se fue en medio de una conexión con Rubens, ahora su exnovio. Claudia y Vicente convertido en grandes amigos, y, finalmente, se enamoran apasionadamente.
En un principio, Vicente no está interesado en Claudia, que está locamente enamorado de Lucena y con razón, sienten que el amor, Vicente Colombia evitará que su matrimonio con Juan, un rico hombre de negocios, pero no puede y tiene el corazón roto, se consoló por Claudia.
Lucena es un modelo que en un viaje de negocios a Colombia está interesada en Juan y en unos pocos meses de noviazgo se casan, pero no funciona y ella volvió a Brasil está dispuesto a recuperar a su exnovio, Vicente, sin saber que es con Claudia.
A pesar de que Vicente es con Claudia, ella desisitirá él, ya que Rubens no renunciaron a volver a su ex, por lo que Lucena y Rubinho usará todas las armas posibles y mucho mal a regresar a sus respectivas contrapartes. Así que un cuarteto formado entre el amor es Claudia, Vicente, Lucena y Rubinho.
Dentro de la favela Covil del Bagre en un callejón llamado Vila Caiada, la vida de la hermana Claudia, Camila. Está casada con el doctor Ricardo amable y paciente con él y tiene un hijo recién nacido. Ella es una mujer que es muy ambicioso y se quejó de que su vida todo el tiempo, molestando a la vida de su marido de una solución para salir de los barrios bajos y tienen más dinero.
Dentro de la favela también tiene la diversión y los ladrones Iara. Ella pretende ser una poderosa madre-de-santa vidente que juega caracoles, con la promesa de traer el amor de la parte posterior de cada 3 días, sino que sólo quiere sacar dinero de los clientes. Que tiene el don de la clarividencia que Joselito es su primo y juntos los dos brazos de la confusión más divertido y loco. Iara también aprovechó la oportunidad para coquetear con los clientes jóvenes y hermosos.

## Reparto

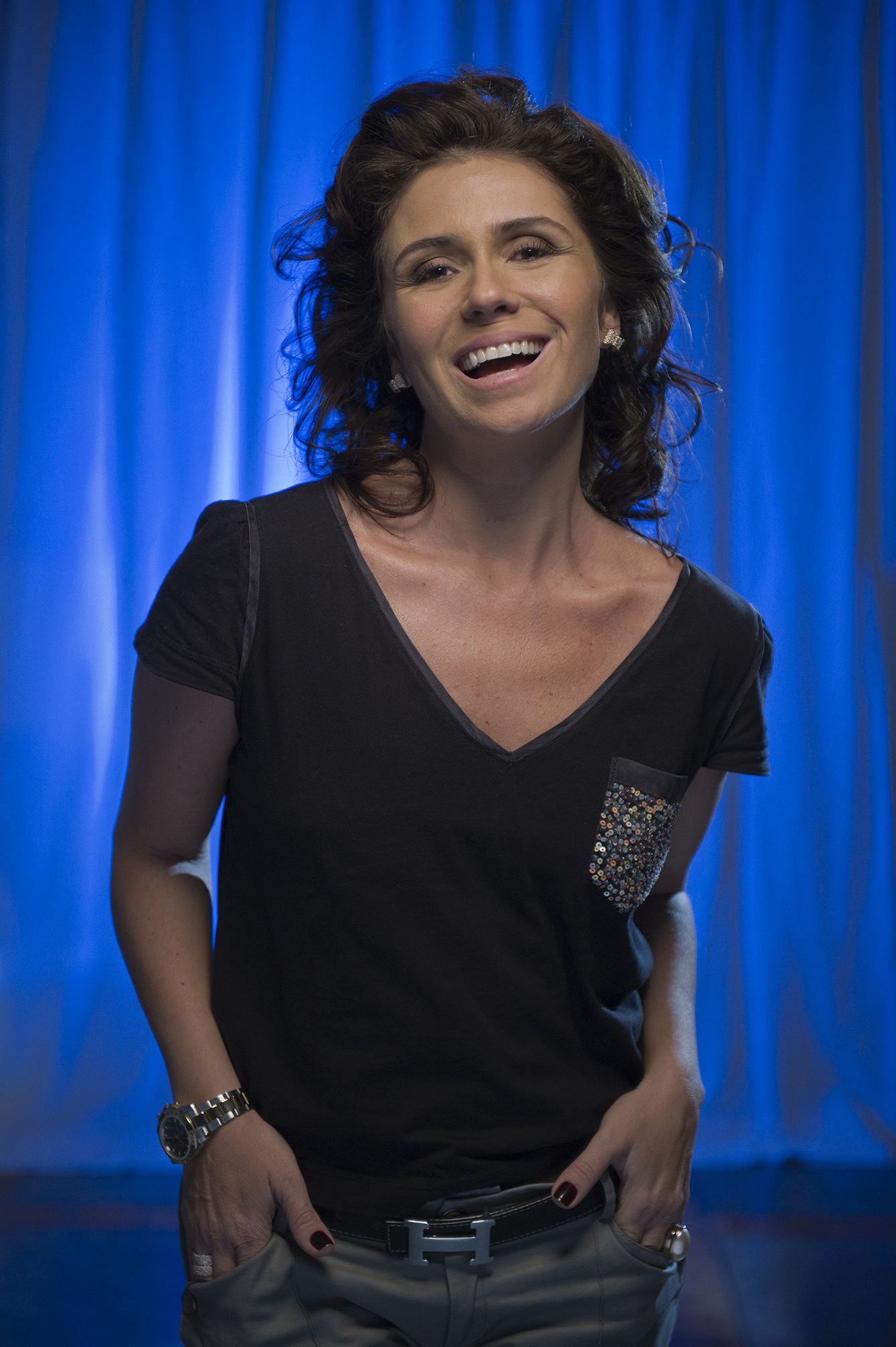
Giovanna Antonelli interpreta a Cláudia Collaboro

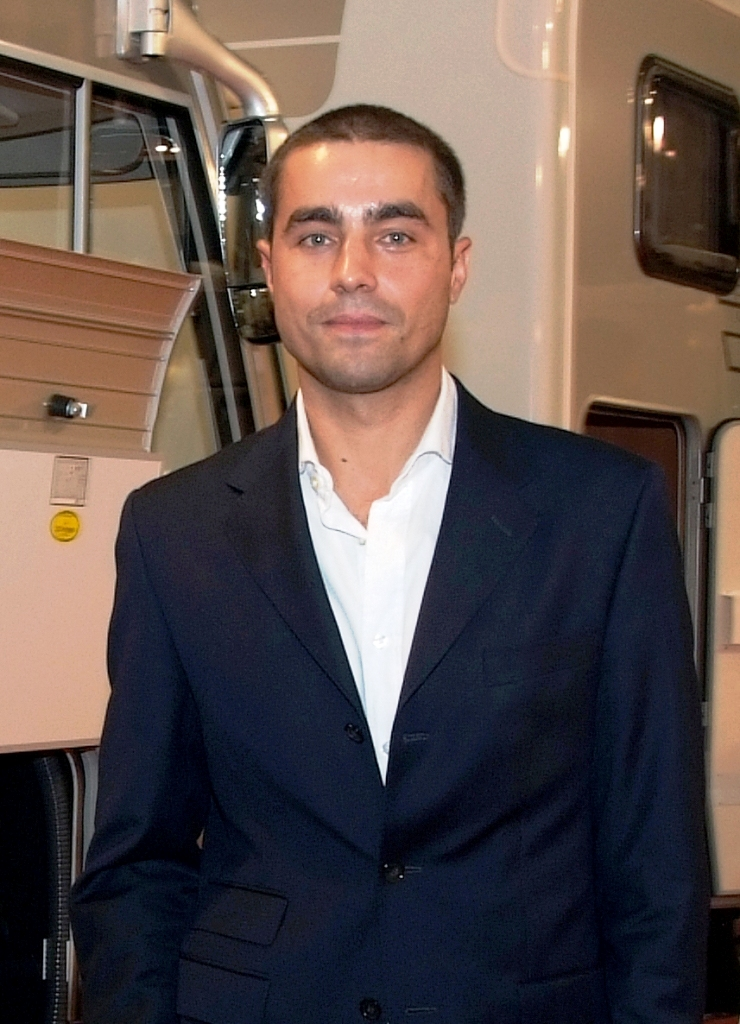
Ricardo Pereira interpreta Vicente.

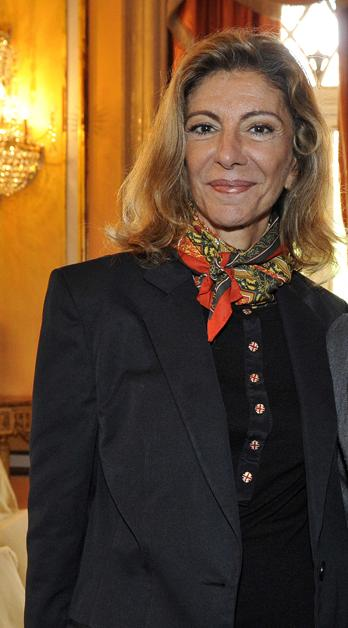
Marília Pêra interpreta Maruschka.

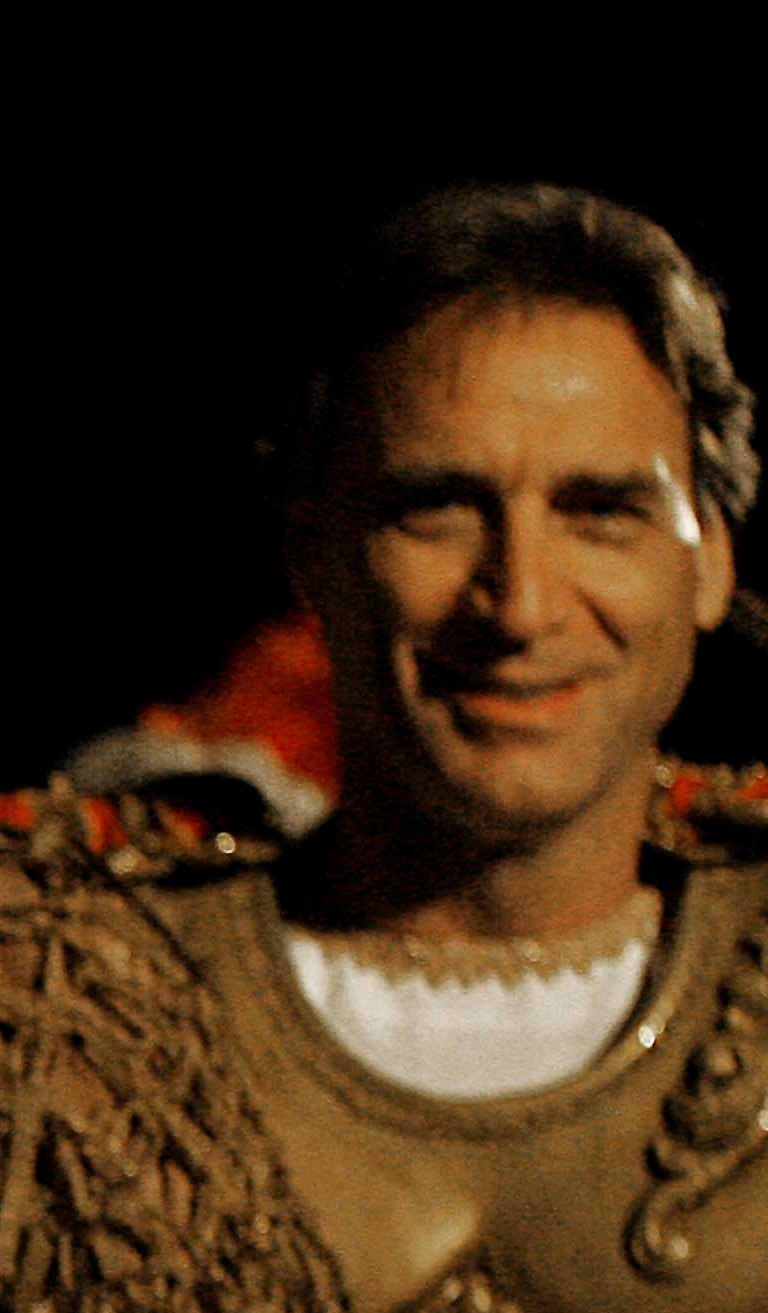
Herson Capri interpreta Alberto.

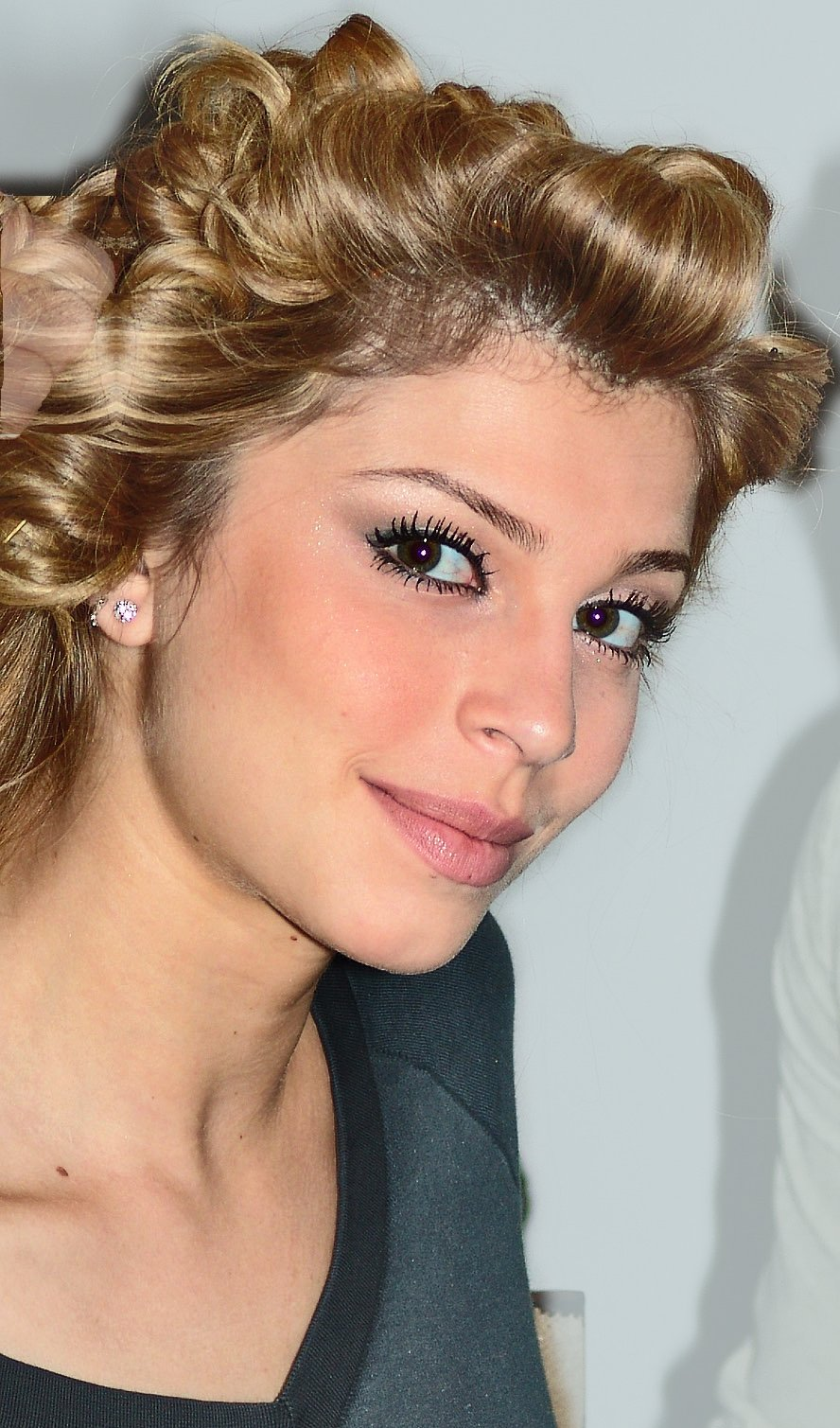
Grazi Massafera interpreta Lucena.

Más informaciones: Reparto de Aquele Beijo
| Actor                  | Personaje                 |
| ---------------------- | ------------------------- |
| Giovanna Antonelli     | Cláudia Collaboro         |
| Ricardo Pereira        | Vicente Santelmo          |
| Grazi Massafera        | Lucero Giménez de Paula   |
| Marília Pêra           | Maruschka Lemos de Sá     |
| Herson Capri           | Alberto                   |
| Zezeh Barbosa          | Deusa                     |
| Victor Pecoraro        | Rubinho Lemos de Sá       |
| Juliana Didone         | Brigite                   |
| Sheron Menezzes        | Sarita                    |
| Mary Sheyla            | Marisol                   |
| Jandir Ferrari         | Raul                      |
| Cláudia Jiménez        | Mãe Iara                  |
| Bruno García           | Joselito                  |
| Diogo Vilela           | Felizardo Barbosa         |
| Stella Miranda         | Locanda Barbosa           |
| Bia Nunnes             | Toinha/Damiana Barbosa    |
| Ângela Rebello         | Vera                      |
| Mariah da Penha        | Dalva                     |
| Bruna Marquezine       | Beleza "Belezinha" Falcão |
| Fiuk                   | Agenor Barbosa            |
| Elizângela             | Íntima Falcão             |
| Cynthia Falabella      | Stela                     |
| Daniel Torres          | Orlandinho                |
| Edgar Bustamante       | Ticiano                   |
| Ernani Moraes          | Olavo                     |
| Fernanda Souza         | Camila Collaboro          |
| Frederico Reuter       | Ricardo                   |
| Frederico Volkmann     | Tide                      |
| Hugo Gross             | Tibério                   |
| Jacqueline Laurence    | Mirta Lemos               |
| Jorge Maya             | Cabo Rusty                |
| José D'Artagnan Júnior | Valério                   |
| Karin Roepke           | Alana                     |
| Karina Marthin         | Odessa                    |
| Leilah Moreno          | Grace Kelly               |
| Luciano Borges         | Teleco                    |
| Luís Salém             | Ana Girafa                |
| Maria Eduarda          | Cléo                      |
| Maria Gladys           | Eveva                     |
| Maria Maya             | Raíssa Barbosa            |
| Maria Vieira           | Brites Santelmo           |
| Maria Zilda            | Olga                      |
| Marina Motta           | Amália Santelmo           |
| Nívea Maria            | Regina                    |
| Patrícia Bueno         | Dona Otília               |
| Paula Frascari         | Pilori                    |
| Priscila Marinho       | Taluda                    |
| Raoni Carneiro         | Sebastião Santelmo        |
| Renata Celidônio       | Marieta                   |
| Renata Ghelli          | Jorgette                  |
| Sandro Christopher     | Bob Falcão                |
| Thereza Piffer         | Gisele                    |
| Thelma Reston          | Violante                  |

## Repercusión

### Audiencia
El primer episodio tuvo 35 puntos en la medición de IBOPE,, el mayor índice alcanzado por el emisor en cuatro años en el momento de siete de los Sete Pecados.

## Emisión
| País                  | Título alternativo / Traducción | Cadena(s)      | Primera emisión         | Última emisión       | Horario semanal | Hora  |
| --------------------- | ------------------------------- | -------------- | ----------------------- | -------------------- | --------------- | ----- |
| Bandera de Brasil     | Aquele Beijo                    | Rede Globo     | 17 de octubre de 2011   | 13 de abril de 2012  | Lunes a sábado  | 19:30 |
| Bandera de Portugal   | Aquele Beijo                    | Globo Portugal | 11 de noviembre de 2012 | 2 de marzo de 2013   | Lunes a domingo | 20:00 |
| Bandera de Mozambique | Aquele Beijo                    | STV            | 18 de febrero de 2013   | 23 de agosto de 2013 | Lunes a sábado  | 19:05 |

## Banda sonora

### Nacional
1. Apaixocólico Anônimo  (tema de Rubinho e Cláudia) - Erasmo Carlosd
2. Exato Momento (tema de Cláudia e Vicente) - Zé Ricardo
3. Felicidade (tema de Lar da Mão Aberta) - Marcelo Jeneci e Chico César
4. Não (tema de Lucena e Vicente) - Patrícia Mellodi
5. Flashback (tema de Maruschka) - Dalto
6. Vai de Madureira (tema de Olavo e Marieta) - Zeca Baleiro
7. Te Amo - Vanessa da Mata
8. Swing Menina (tema de Brigitte e Agenor) - Ana e Mú
9. Mamão com Mel (tema de Camila) - Thiaguinho
10. Meu Nome é Favela (tema de Covil do Bagre) - Arlindo Cruz
11. Maior Que Eu  (tema de Alberto e Sarita) - Michael Sullivan
12. Quero Toda Noite (tema de Raíssa e Sebastião) - Fiuk e Jorge Ben Jor
13. Garota de Ipanema (Abertura) - Daniel Jobim e Xuxa
14. Amor Perfeito (tema de Agenor e Belezinha) - Banda Trupe
15. Fado dos Barcos (tema de Sonho D’Aveiro) - Cuca Roseta e Pierre Aderne
16. Com Você do Meu Lado (tema de Orlandinho) - Vinícius

### Internacional
1. Adore (tema de Maruschka) - Donna Byrne
2. Antes De Las Seis (tema de Brigitte e Agenor) - Shakira
3. No One Makes It On Her Own (tema de Cláudia e Rubinho) - Roxette
4. Uno (tema de Felizardo e Locanda) - Julio Iglesias
5. Be Lonely (tema de locação: Rio de Janeiro) - Mario Biondi
6. Time To Fly (tema de Cláudia) - Tylor Renne
7. Benvenuto (tema de Belezinha e Agenor) - Laura Pausini
8. Just In Love  - Joe Jonas
9. La Forza Della Vita  - Renato Russo
10. I Say a Little Prayer (tema de Ana Girafa) - Patty Ascher
11. I Love You (Eu Te Amo) (tema de Camila) - Alessandra Maestrini
12. I Don't Wanna Miss A Thing (tema de Cláudia e Vicente) - Quattro